# Seznam ultraprominentních vrcholů v Antarktidě

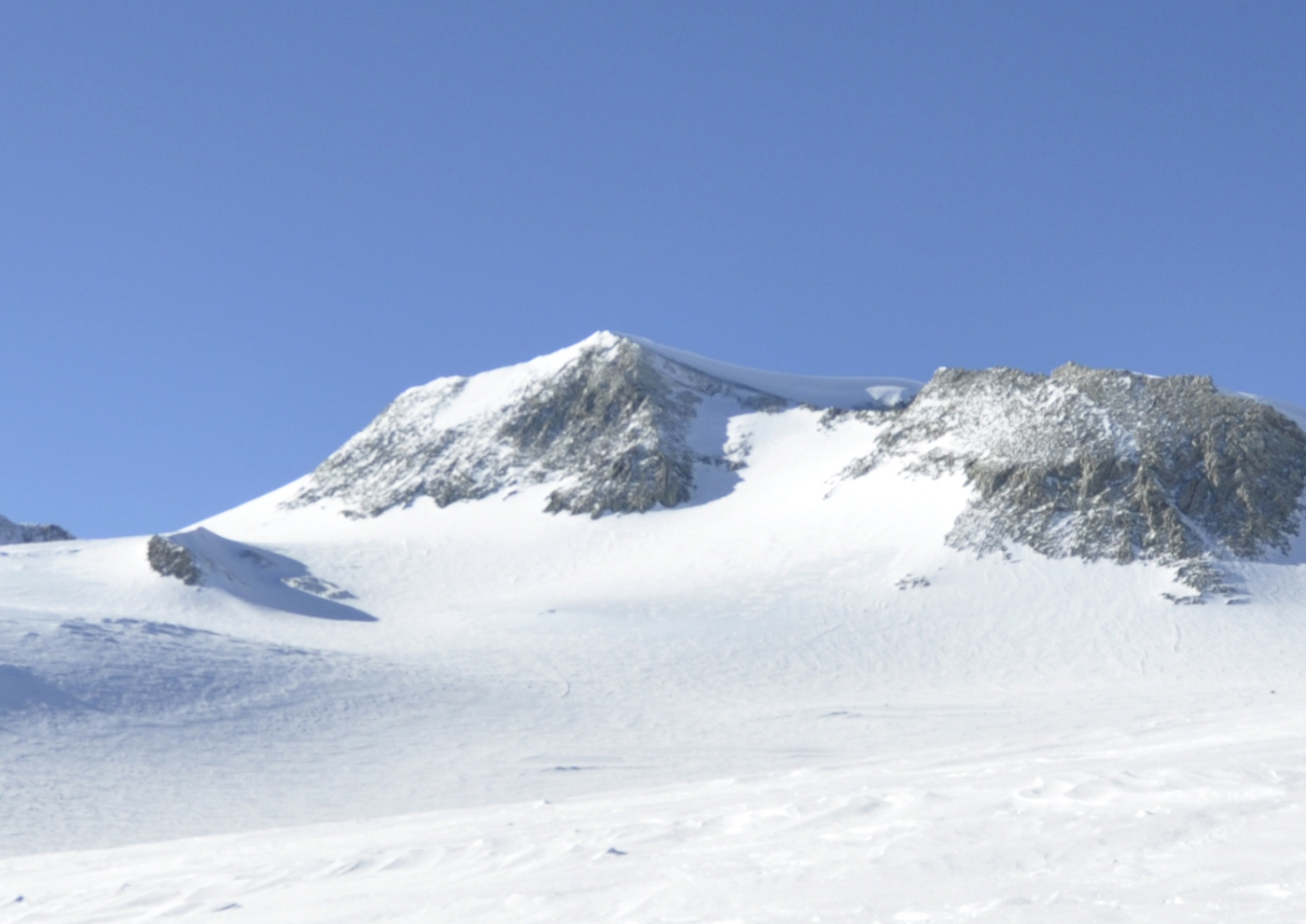
Vinson Massif (prom. 4892 m)

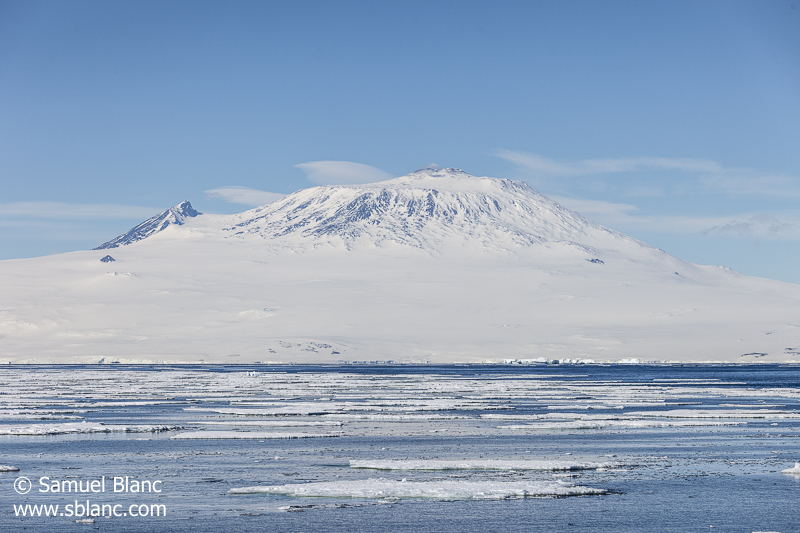
Mount Erebus (prom. 3794 m)

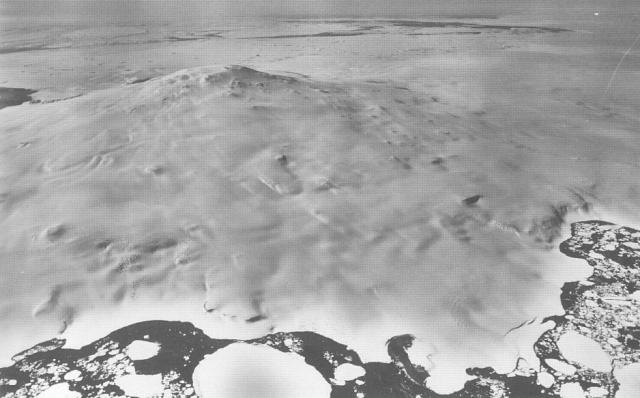
Mount Siple (prom. 3110 m)

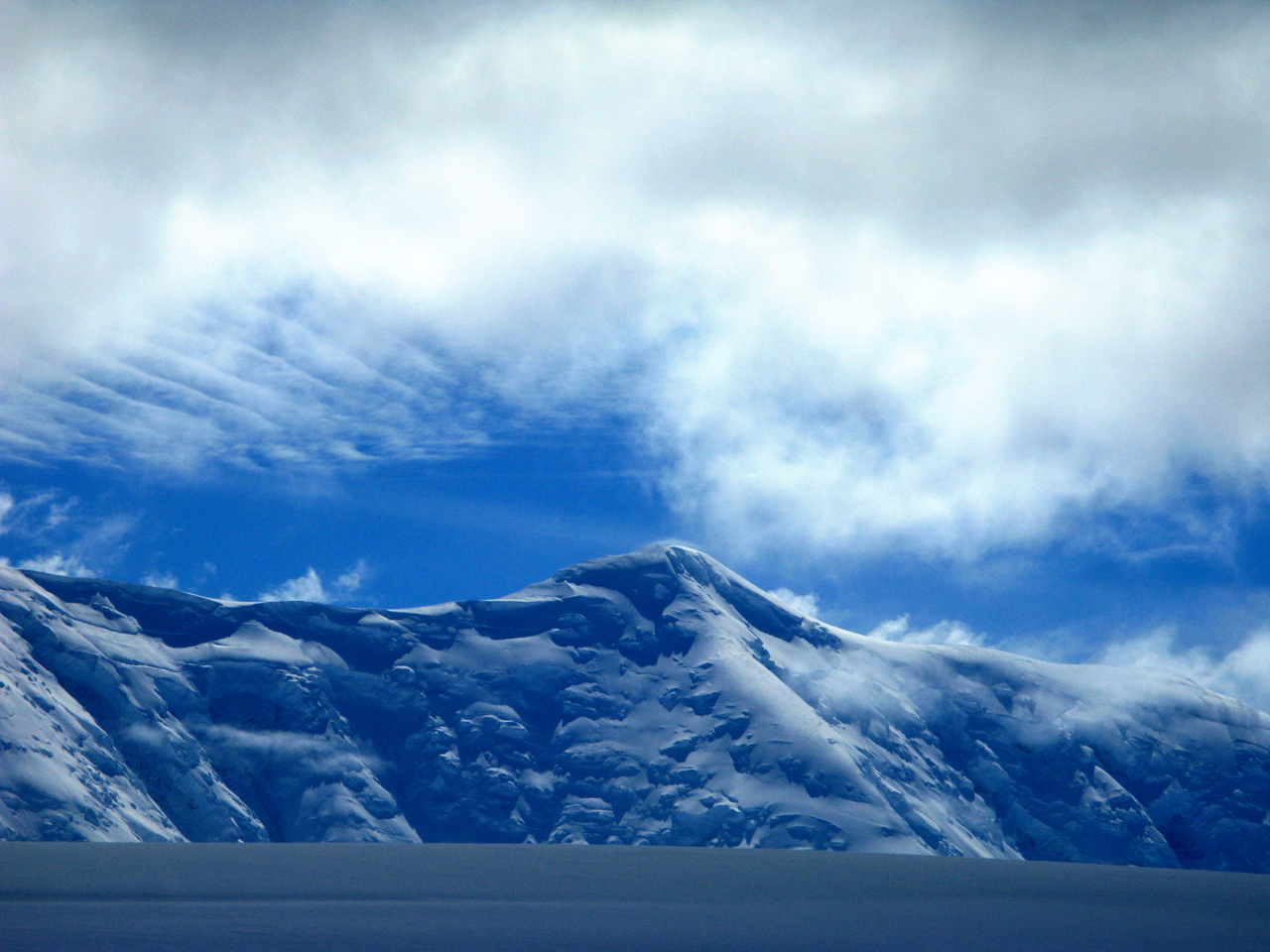
Mount Français (prom. 2760 m)

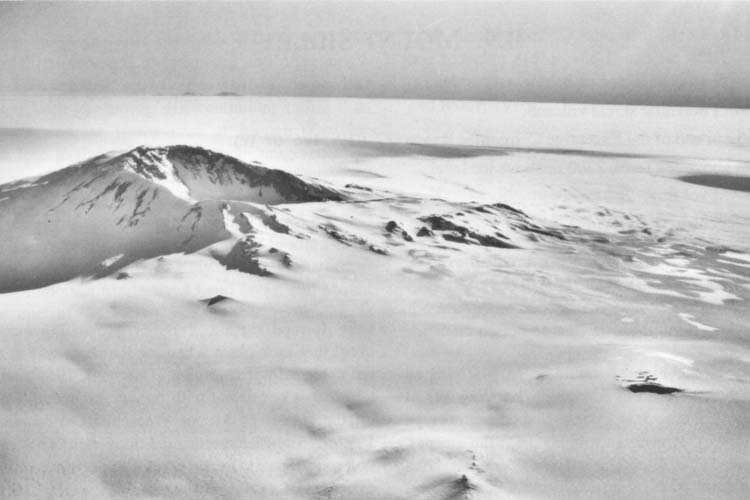
Mount Sidley (prom. 2517 m)

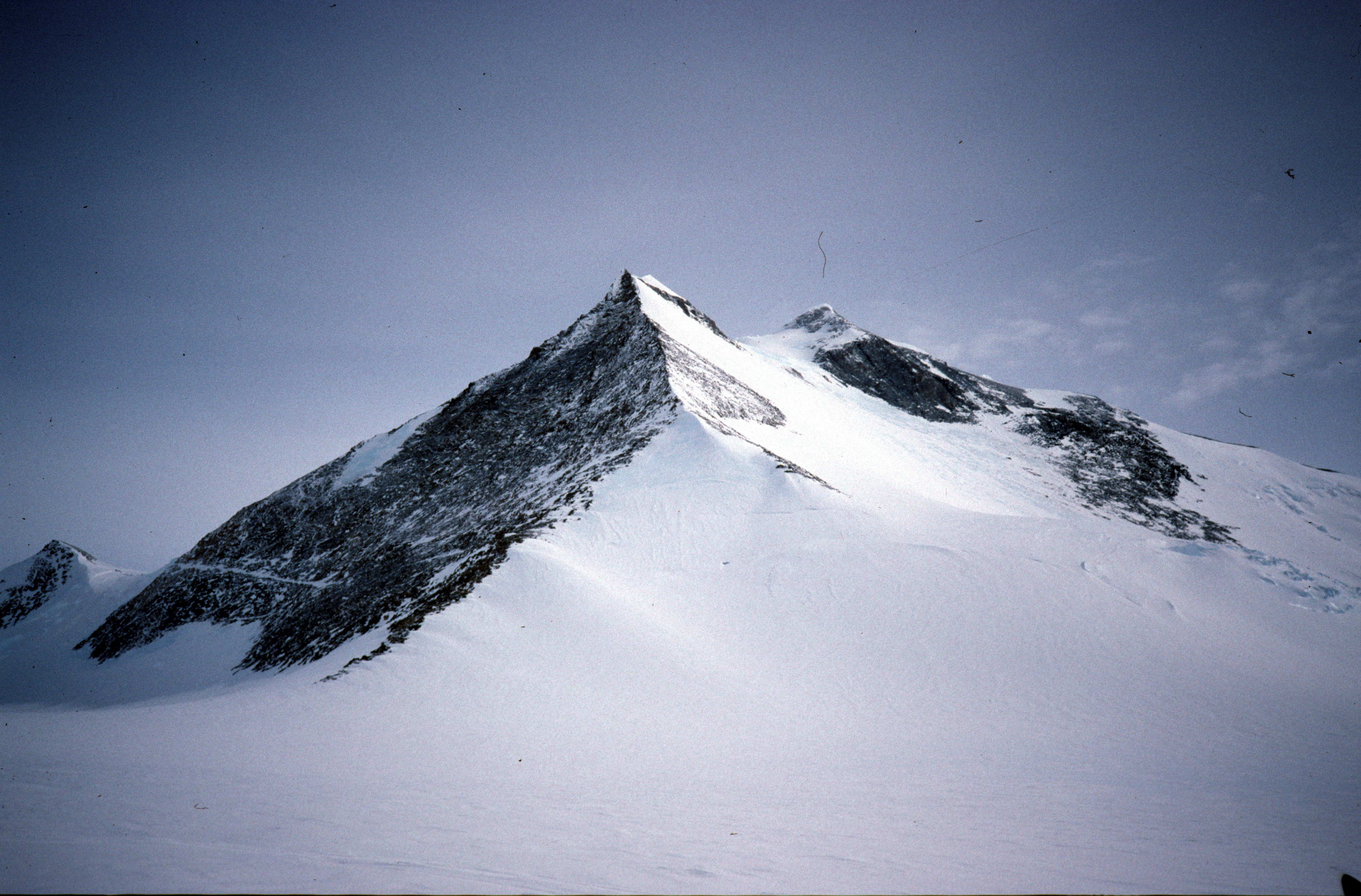
Mount Hope (prom. 2242 m)

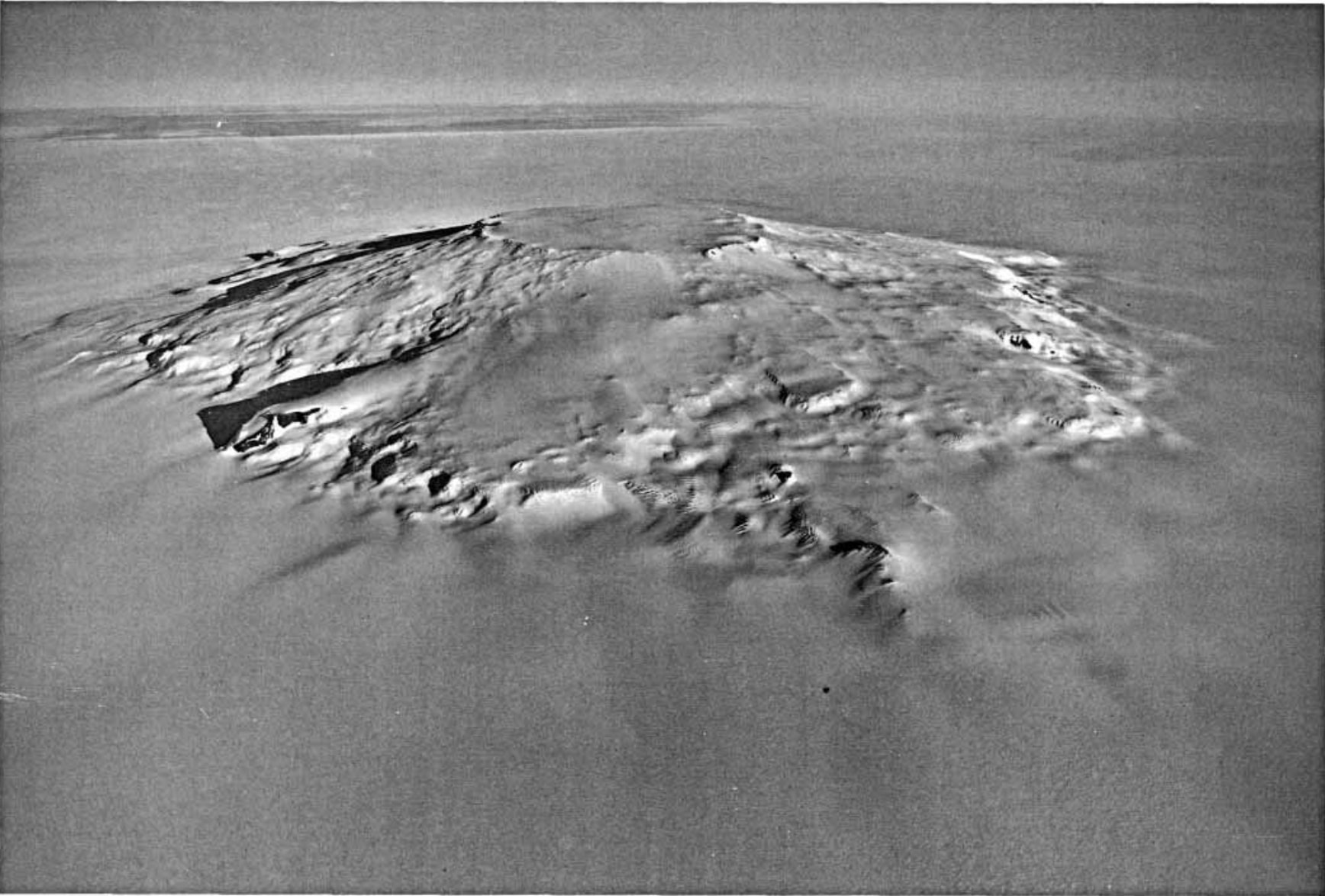
Mount Takahe (prom. 2144 m)

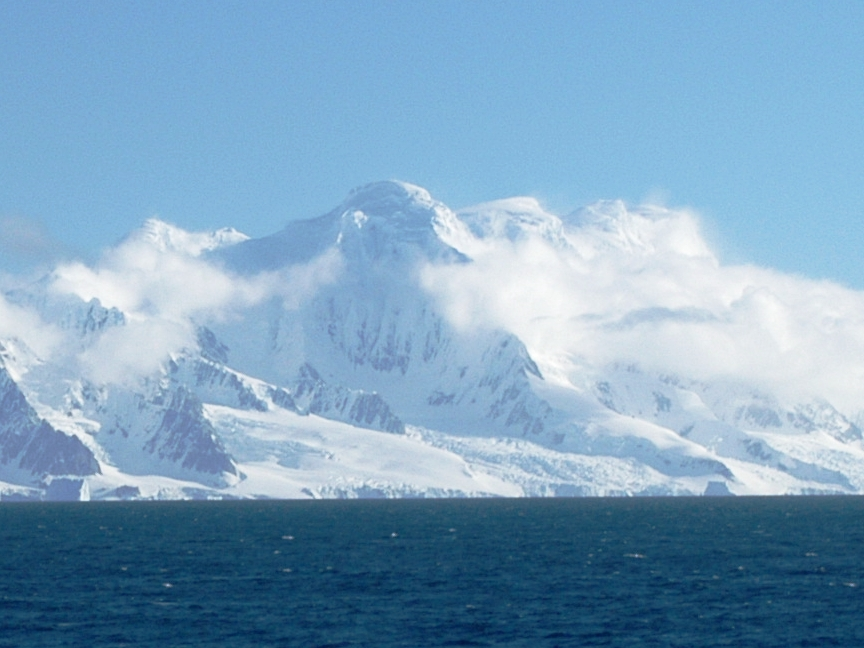
Mount Foster (prom. 2105 m)

Seznam ultraprominentních vrcholů v Antarktidě obsahuje 41 antarktických vrcholů s topografickou prominencí větší než 1499 m. Seznam je založen na soupisu vrcholů, který na stránkách Peaklist.org zveřejnili badatelé A. Maizlish, D. Metzler a J. de Ferranti.

## Seznam ultraprominentních vrcholů
| Č.  | Název                  | Výška | Prom. | Souřadnice                        | Pohoří                       | Oblast                       | GNIS                                              | SCAR  |
| --- | ---------------------- | ----- | ----- | --------------------------------- | ---------------------------- | ---------------------------- | ------------------------------------------------- | ----- |
| 1.  | Vinson Massif          | 4892  | 4892  | 78°31′32″ j. š., 85°37′02″ z. d.  | Sentinel                     | Ellsworthova země            | 16082 Archivováno 22. 7. 2020 na Wayback Machine. | 15531 |
| 2.  | Mount Erebus           | 3794  | 3794  | 77°31′47″ j. š., 167°09′12″ v. d. | Rossův ostrov                | Rossova dependence           | 4558 Archivováno 22. 7. 2020 na Wayback Machine.  | 4304  |
| 3.  | Mount Siple            | 3110  | 3110  | 73°26′00″ j. š., 126°40′00″ z. d. | Sipleův ostrov               | Země Marie Byrdové           | 13879 Archivováno 22. 7. 2020 na Wayback Machine. | 13329 |
| 4.  | Mount Stephenson       | 2987  | 2987  | 69°49′00″ j. š., 69°43′00″ z. d.  | Douglasovo pohoří            | Palmerova země               | 14568 Archivováno 22. 7. 2020 na Wayback Machine. | 14010 |
| 5.  | Mount Français         | 2760  | 2760  | 64°38′00″ j. š., 63°27′00″ z. d.  | Trojské pohoří               | Palmerova země               | 5235 Archivováno 22. 7. 2020 na Wayback Machine.  | 4910  |
| 6.  | Mount Minto            | 4165  | 2616  | 71°47′00″ j. š., 168°45′00″ v. d. | Admiralty                    | Viktoriina země              | 10047 Archivováno 22. 7. 2020 na Wayback Machine. | 9634  |
| 7.  | Mount Kirkpatrick      | 4528  | 2601  | 84°20′00″ j. š., 166°25′00″ v. d. | Pohoří královny Alexandry    | Rossova dependence           | 7994 Archivováno 8. 1. 2019 na Wayback Machine.   | 7564  |
| 8.  | Mount Parry            | 2520  | 2520  | 64°16′00″ j. š., 62°25′00″ z. d.  | Brabantský ostrov            | Palmerova země               | 11384 Archivováno 22. 7. 2020 na Wayback Machine. | 10919 |
| 9.  | Mount Sidley           | 4285  | 2517  | 77°02′00″ j. š., 126°06′00″ z. d. | Pohoří Výkonného výboru      | Země Marie Byrdové           | 13802 Archivováno 22. 7. 2020 na Wayback Machine. | 13249 |
| 10. | Mount Miller           | 4160  | 2354  | 83°20′00″ j. š., 165°48′00″ v. d. | Hollandovo pohoří            | Rossova dependence           | 9985 Archivováno 22. 7. 2020 na Wayback Machine.  | 9586  |
| 11. | Mount Lister           | 4025  | 2325  | 78°04′00″ j. š., 162°41′00″ v. d. | Pohoří Královské společnosti | Viktoriina země              | 8895 Archivováno 22. 7. 2020 na Wayback Machine.  | 8519  |
| 12. | Mount Gaudry           | 2315  | 2315  | 67°32′00″ j. š., 68°37′00″ z. d.  | Adelaidin ostrov             | Palmerova země               | 5523 Archivováno 22. 7. 2020 na Wayback Machine.  | 5170  |
| 13. | Mount Hope             | 3239  | 2242  | 69°46′00″ j. š., 64°34′00″ z. d.  | Věčné pohoří                 | Palmerova země               | 6966 Archivováno 22. 7. 2020 na Wayback Machine.  | 6587  |
| 14. | Mount Takahe           | 3460  | 2144  | 76°17′00″ j. š., 112°05′00″ z. d. | samostatný masiv             | Země Marie Byrdové           | 14967 Archivováno 22. 7. 2020 na Wayback Machine. | 14392 |
| 15. | Mount Foster           | 2105  | 2105  | 62°59′48″ j. š., 62°32′55″ z. d.  | Imeon                        | Jižní Shetlandy              | 5181 Archivováno 22. 7. 2020 na Wayback Machine.  | 4861  |
| 16. | Mount Markham          | 4350  | 2103  | 82°51′00″ j. š., 161°21′00″ v. d. | Pohoří královny Alexandry    | Rossova dependence           | 9424 Archivováno 22. 7. 2020 na Wayback Machine.  | 9015  |
| 17. | Mount Paris            | 2896  | 2058  | 68°59′00″ j. š., 70°50′00″ z. d.  | Rouen                        | Palmerova země               | 11361[nedostupný zdroj]                           | 10899 |
| 18. | Mount Murphy           | 2705  | 2055  | 75°20′00″ j. š., 110°44′00″ z. d. | samostatný masiv             | Země Marie Byrdové           | 10408 Archivováno 22. 7. 2020 na Wayback Machine. | 9992  |
| 19. | Hawkes Heights         | 2000  | 2000  | 72°32′00″ j. š., 169°42′00″ z. d. | Coulmanův ostrov             | Viktoriina země              | 6502 Archivováno 22. 7. 2020 na Wayback Machine.  | 6125  |
| 20. | Mount Irving           | 1950  | 1950  | 61°15′50″ j. š., 54°08′31″ z. d.  | Urdský hřbet                 | Jižní Shetlandy              | 7359 Archivováno 22. 7. 2020 na Wayback Machine.  | 6936  |
| 21. | Toney Mountain         | 3595  | 1946  | 75°48′00″ j. š., 115°49′00″ z. d. | samostatný masiv             | Země Marie Byrdové           | 15383 Archivováno 22. 7. 2020 na Wayback Machine. | 14796 |
| 22. | P2486                  | 2486  | 1939  | 70°35′00″ j. š., 70°10′00″ z. d.  | Ostrov Alexandra I.          | Palmerova země               | n/a                                               | n/a   |
| 23. | Mount Murchison        | 3501  | 1927  | 73°25′00″ j. š., 166°18′00″ v. d. | Horolezecké pohoří           | Vikroriina země              | 10403 Archivováno 22. 7. 2020 na Wayback Machine. | 9978  |
| 24. | Mount Supernal         | 3655  | 1804  | 73°04′00″ j. š., 165°42′00″ v. d. | Horolezecké pohoří           | Viktoriina země              | 14816 Archivováno 22. 7. 2020 na Wayback Machine. | 14250 |
| 25. | Mount Kaplan           | 4230  | 1783  | 84°33′00″ j. š., 175°19′00″ v. d. | Hughesovo pohoří             | Rossova dependence           | 7756 Archivováno 22. 7. 2020 na Wayback Machine.  | 7351  |
| 26. | Mount Frakes           | 3675  | 1780  | 76°48′00″ j. š., 117°42′00″ z. d. | Craryho hory                 | Země Marie Byrdové           | 5216 Archivováno 22. 7. 2020 na Wayback Machine.  | 4891  |
| 27. | Mount Friesland        | 1700  | 1700  | 62°40′15″ j. š., 60°11′11″ z. d.  | Tangra                       | Jižní Shetlandy              | 5315[nedostupný zdroj]                            | 4965  |
| 28. | Mount Melbourne        | 2730  | 1699  | 74°21′00″ j. š., 164°42′00″ v. d. | samostatný masiv             | Viktoriina země              | 9818[nedostupný zdroj]                            | 9398  |
| 29. | Mount Terror           | 3262  | 1728  | 77°31′00″ j. š., 168°32′00″ v. d. | Rossův ostrov                | Rossova dependence           | 15152 Archivováno 22. 7. 2020 na Wayback Machine. | 14568 |
| 30. | Mount Elizabeth        | 4480  | 1657  | 83°54′00″ j. š., 168°23′00″ v. d. | Pohoří královny Alexandry    | Rossova dependence           | 4427 Archivováno 22. 7. 2020 na Wayback Machine.  | 4178  |
| 31. | Lars Christensentoppen | 1640  | 1640  | 68°50′00″ j. š., 90°37′00″ z. d.  | Ostrov Petra I.              | Ostrov Petra I.              | 8520 Archivováno 22. 7. 2020 na Wayback Machine.  | 8140  |
| 32. | Dome A                 | 4093  | 1639  | 80°22′00″ j. š., 77°21′00″ v. d.  | Antarktické plató            | Australské antarktické území | 577 Archivováno 22. 7. 2020 na Wayback Machine.   | 501   |
| 33. | Mount Discovery        | 2681  | 1637  | 78°22′00″ j. š., 165°01′00″ v. d. | Transantarktické pohoří      | Viktoriina země              | 3888 Archivováno 22. 7. 2020 na Wayback Machine.  | 3674  |
| 34. | Mount Verne            | 1632  | 1632  | 67°40′00″ j. š., 67°30′00″ z. d.  | Pourquoi Pas                 | Grahamova země               | 15974 Archivováno 22. 7. 2020 na Wayback Machine. | 15412 |
| 35. | Mount Haddington       | 1630  | 1630  | 64°13′00″ j. š., 57°38′00″ z. d.  | Ostrov Jamese Rosse          | Grahamova země               | 6190 Archivováno 22. 7. 2020 na Wayback Machine.  | 5838  |
| 36. | Mount McClintock       | 3490  | 1621  | 80°13′00″ j. š., 157°26′00″ v. d. | Britannia                    | Oatesova země                | 9652 Archivováno 22. 7. 2020 na Wayback Machine.  | 9241  |
| 37. | Mount Brewster         | 2025  | 1598  | 72°57′00″ j. š., 169°23′00″ v. d. | Transantarktické pohoří      | Viktoriina země              | 1915 Archivováno 22. 7. 2020 na Wayback Machine.  | 1840  |
| 38. | Brown Peak             | 1524  | 1524  | 67°41′00″ j. š., 164°58′00″ v. d. | Sturgeho ostrov              | Rossova dependence           | 2020 Archivováno 22. 7. 2020 na Wayback Machine.  | 1913  |
| 39. | Mount Morning          | 2725  | 1515  | 78°31′00″ j. š., 163°35′00″ v. d. | Transantarktické pohoří      | Viktoriina země              | 10260 Archivováno 22. 7. 2020 na Wayback Machine. | 9852  |
| 40. | Mount Anderson         | 4254  | 1504  | 78°09′00″ j. š., 86°13′00″ v. d.  | Sentinel                     | Ellsworthova země            | 404[nedostupný zdroj]                             | 364   |
| 41. | Nilsen Plateau         | 3938  | 1500  | 86°18′00″ j. š., 158°00′00″ v. d. | Hory královny Maud           | Rossova dependence           | 10725 Archivováno 9. 6. 2020 na Wayback Machine.  | 10278 |